# Итамарандиба
Итамарандиба (порт. Itamarandiba) — муниципалитет в Бразилии, входит в штат Минас-Жерайс. Составная часть мезорегиона Жекитиньонья. Входит в экономико-статистический микрорегион Капелинья. Население составляет 31 883 человека на 2007 год. Занимает площадь 2736,096 км². Плотность населения — 11,0 чел./км².

## История
Город основан 24 июня 1675 года.

## Статистика
- Валовой внутренний продукт на 2003 год составляет 80 015 053,00 реалов (данные: Бразильский институт географии и статистики).
- Валовой внутренний продукт на душу населения на 2003 год составляет 2693,02 реалов (данные: Бразильский институт географии и статистики).
- Индекс развития человеческого потенциала на 2000 год составляет 0,663 (данные: Программа развития ООН).

## География
Климат местности: горный тропический. В соответствии с классификацией Кёппена, климат относится к категории Cfa.